# 평택연화초등학교
평택연화초등학교(平澤年華初等學校)는 경기도 평택시에 개교 예정인 공립 초등학교이다.

## 학교 연혁
- 2025년 9월 1일 : 개교